# Kostel Navštívení Panny Marie (Lobendava)
Kostel Navštívení Panny Marie (německy Mariä-Heimsuchung-Kirche) v Lobendavě je římskokatolický farní kostel postavený v letech 1709–1712 lipovským stavitelem Zachariasem Hoffmannem (1678–1754). V roce 1790 sakrální stavbu poničil požár, po kterém zůstaly stát pouze obvodové zdi. Kostel s areálem hřbitova je od roku 1966 zapsaný jako kulturní památka, současně byla jako samostatná památka zapsána i fara. Po demolici fukovského kostela v roce 1960 se stal nejsevernějším kostelem v Česku. Ve věži sídlí kolonie netopýra velkého čítající kolem 900 jedinců.
Jednolodní barokní orientovaná stavba stojí na obdélném půdorysu a zakončuje ji odsazený půlkruhový presbytář. Loď je dlouhá 38 metrů, široká 17 metrů a vysoká 13 metrů, věž měří 35 metrů. Okna se segmentovým záklenkem zdobí suprafenestry, fasádu člení lizény přecházející v později přistavěné opěráky. Valenou klenbu s lunetami zdobí fresky od Claudia Schraudolpha staršího (1813–1891) a Josefa Führicha (1800–1876) znázorňující příběhy ze života Panny Marie a ze Starého zákona, ve kterých jsou patrné stopy po střelbě z konce druhé světové války, kdy Lobendavu osvobozovala 2. polská armáda. Rokokový hlavní oltář zdobí titulární obraz od Johanna Endlera. Rovněž rokokové boční oltáře jsou zasvěcené Jezulátku a svaté Anně. Dvoupatrová dřevěná empora může pojmout až sto hudebníků. Devatenáctirejstříkové varhany s 919 píšťalami z roku 1893 zhotovila krnovská firma Rieger. Ve věži je zavěšen jeden zvon z roku 1922 a od roku 1960 také malý zvon ze zbořené kaple v Severní.
Kostel obklopuje bývalý hřbitov zrušený roku 1874, na kterém se dochovalo několik klasicistních náhrobků a jeden rokokový. Dvoupatrová pozdně barokní fara z roku 1767 je dílem Antonína Schmidta (1723–1783). Jižně od kostela stojí pískovcová socha svatého Jana Nepomuckého z roku 1746.

## Historie

### Předchozí kostely
Starší vlastivěda klade první písemnou zmínku o lobendavském kostele do poloviny 14. století, z dochovaných záznamů jej však prvně zmiňují až urbáře z let 1445 a 1446, které dali vypracovat Berkové z Dubé po vzniku samostatného panství Tolštejn. Podle Matriky míšeňského biskupství z roku 1495 patřil lobendavský kostel k arcikněžskému stolci Hohnstein a Sebnitz, kterému odváděl roční poplatek dvě marky. Podoba ani zasvěcení nejstaršího, pravděpodobně dřevěného kostela, nejsou známé. V 15. století ještě neexistovala samostatná lobendavská farnost, a tak vsi Lobendava, Severní, Nová Víska, Horní a Dolní Poustevna byly farně příslušné k Sebnitz. Roku 1539 dali postavit majitelé panství, bratři Arnošt (kolem 1470–1548) a Jiří († 1565) ze Schleinitz nový dřevěný kostel zasvěcený svatému Jiří. Vysvětil jej míšeňský biskup Johann VIII. z Maltitz († 1549). V této době se zároveň ze sousedního Saska rozšířila reformace, kvůli které tak po vzniku samostatného panství Lipová v roce 1566 patrně v Lobendavě převažovalo luteránství. Během třicetileté války nebyla farnost povětšinou obsazená. Již v jejím průběhu začala rekatolizace, kterou podpořil v roce 1635 příchod jezuitských misionářů, snahy o návrat ke katolické víře se však naplno rozeběhly až po skončení války. Od roku 1659 sídlil v Lobendavě katolický kněz, v průběhu 60. let 17. století byla rekatolizace dokončena a zároveň se vyčlenila samostatná lobendavská farnost.

### Barokní kostel

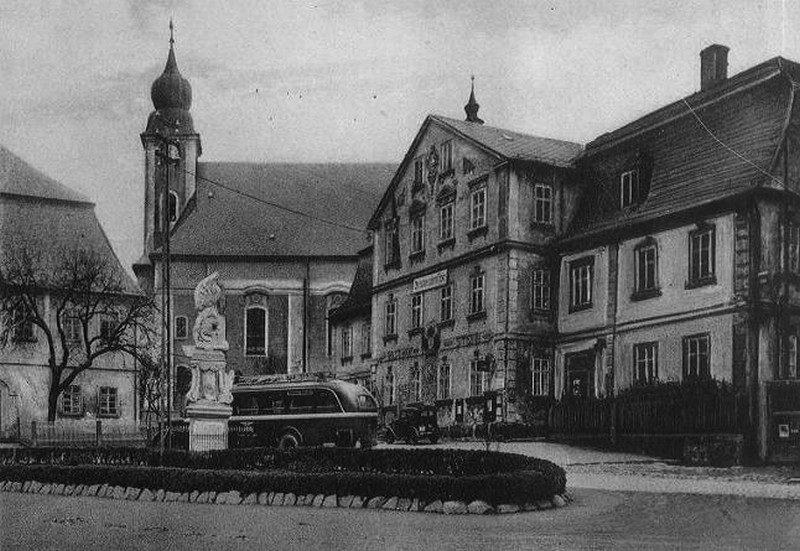
Historický snímek kostela

Chátrající dřevěný kostel přestal na přelomu 17. a 18. století postupně stačit, protože v Lobendavě i v dalších vesnicích farnosti přibylo obyvatel. Samotná stavba navíc v roce 1709 podlehla prudké bouři. Téhož roku nechala hraběnka Marie Anežka Salm-Reifferscheidtová (1674–1718) položit základy nového, již kamenného, kostela. Barokní svatostánek, zasvěcený Navštívení Panny Marie, dokončil roku 1712 lobendavský rodák, stavitel Zacharias Hoffmann (1678–1754), který současně stavěl kostel svatého Martina v nedalekých Brtníkách. Hlavní věž stála více než půl století nedokončená, její dostavba a zastřešení proběhly až v létě roku 1765. Pro výstavbu kostela nebyl pravděpodobně zvolen vhodný pozemek, protože se brzy projevily problémy se statikou – vychylování bočních stěn a praskání klenby. Roku 1769 proto nechal hrabě Jan František Václav ze Salm-Reifferscheidtu (1747–1802) nově postavit presbytář, jelikož původnímu hrozilo zřícení. Vnější stěny kostelní lodi podepřely opěráky, severní a jižní stěnu spojily kovové tyče. I přesto se nadále stěny kostela oddalovaly, až se 12. prosince 1783 jedna z tyčí uvolnila a spadla na lavice.

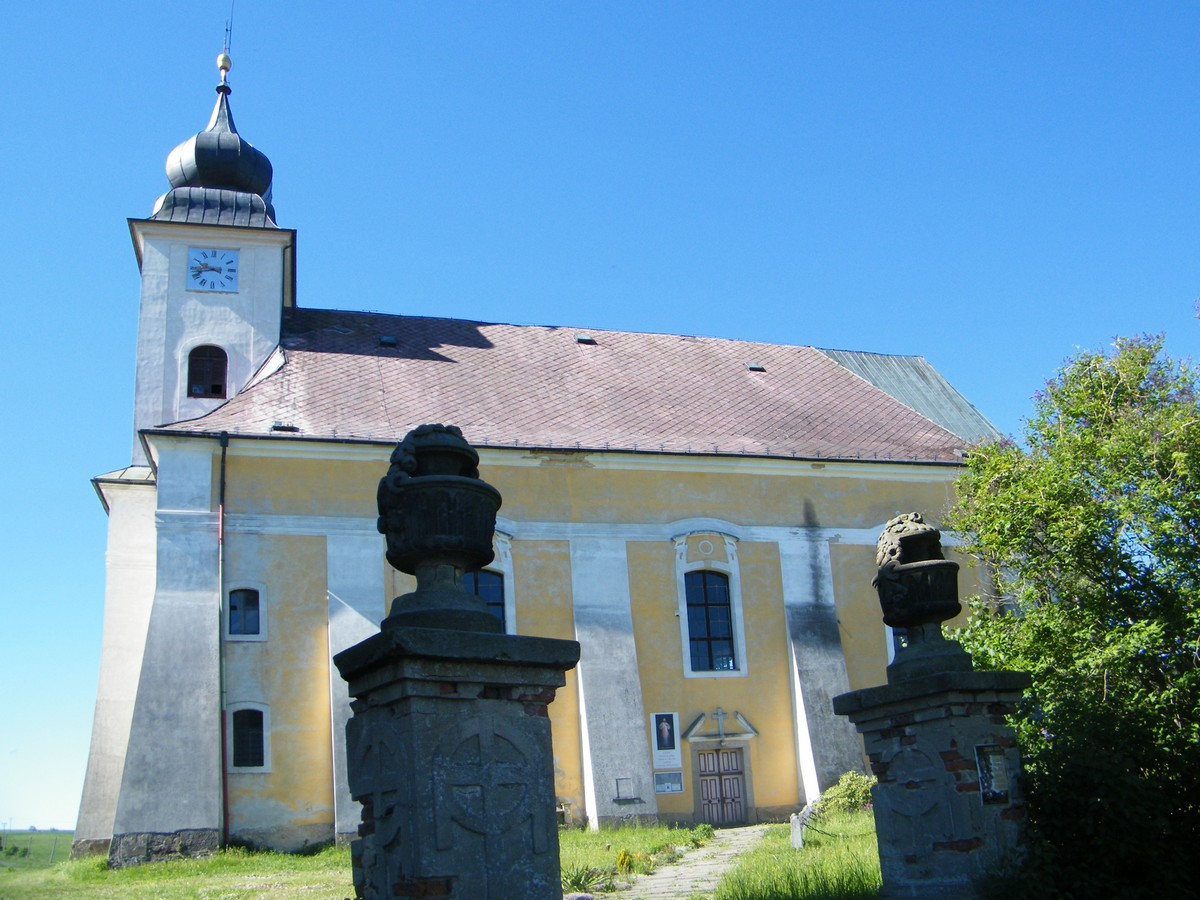
Pohled z jihu

Kostel těžce poškodil požár, který vypukl v noci 13. května 1790. Mezi 1. a 2. hodinou vzplála kvůli neopatrnosti kouřícího poštmistra rychta, z které se oheň rychle přenesl na kostel, školu, faru a dalších sedm domů. Kostel i fara přišly o střechu a veškeré vnitřní vybavení, stát zůstaly pouze obvodové zdi. Než byl kostel opraven, konaly se bohoslužby v kapli svaté Anny na Anenském vrchu a v kapli v Dolní Poustevně. Kostel byl ještě v říjnu téhož roku zastřešen, celková oprava však postupně probíhala až do roku 1796. Střecha věže byla dokončena roku 1809 a v roce 1836 dal bělič Anton Hentschel přistavět sanktusovou vížku. V roce 1833 došlo k rozšíření kostelního dvora a k výstavbě nové zdi.
V průběhu druhé poloviny 19. století procházel kostel průběžnými opravami a úpravami. Roku 1872 musela být znovu vystavěna vlhkostí poničená sakristie na severní straně. Když kostel přebíral roku 1909 budoucí děkan Augustin Jakob (ve službě 1909–1936), potřeboval již svatostánek důkladnou rekonstrukci. Byl silně poškozen vlhkostí, klenbou se táhla dlouhá prasklina, okna byla ztrouchnivělá a chyběly jim některé skleněné tabulky. V letech 1909–1910 proto nechal postupně vyměnit okna, obnovit omítky interiéru, opravit empory a lavice, nově zhotovit podlahu pod lavicemi a provést novou výmalbu s obrazy ze života Panny Marie. Protože i po těcho úpravách trápil návštěvníky kostela silný průvan, v letech 1911–1912 zhotovil truhlářský mistr Haase prosklené zádveří. Roku 1912 byl kostel elektrifikován. V dalších letech prošly obnovou oltáře, vyrostla nová sakristie a ve věži vznikly tři nové okenní otvory, díky kterým bylo lépe slyšet vyzvánění.
Další udržovací práce zastavila první světová válka. Během ní musela farnost odevzdat všechny tři zvony z hlavní věže včetně umíráčku ze sanktusové vížky, dále 33 varhanních píšťal a další cenné předměty. V roce 1922 sice pořídil Augustin Jakob nové zvony, ty však byly zrekvírovány během druhé světové války. V meziválečném období byl již kostel v dobrém stavu, a tak nepotřeboval výraznějších úprav. Osvobozování Lobendavy 2. polskou armádou dne 9. května 1945 se neobešlo bez obětí. Uvnitř kostela jej připomínají průstřely zdiva, zejména stropu. Poválečné období poznamenal odsun původních obyvatel obce a postupný úpadek kostela. Přestože byl dle možností doby udržován a navštěvován mimo jiné i místními řádovými sestrami vincentkami, postupně chátral. Rekonstrukce přišla na přelomu 80. a 90. let 20. století za administrátorů Františka Opletala a Václava Horniaka. Opravou tehdy prošla fasáda a střecha, která však přišla o sanktusovou vížku.
Kostel je ve vlastnictví Římskokatolické farnosti Lobendava, kterou excurrendo spravuje P. Jacek Kotisz, administrátor farnosti Dolní Poustevna. Bohoslužbu slouží v sobotu v 8.30. Poutní mše svatá se koná 31. května na svátek Navštívení Panny Marie. Spolu s farou je stavba chráněná jako kulturní památka České republiky. Po likvidaci fukovského kostela svatého Václava v roce 1960 se stal nejsevernějším kostelem Česka.

## Popis

### Exteriér

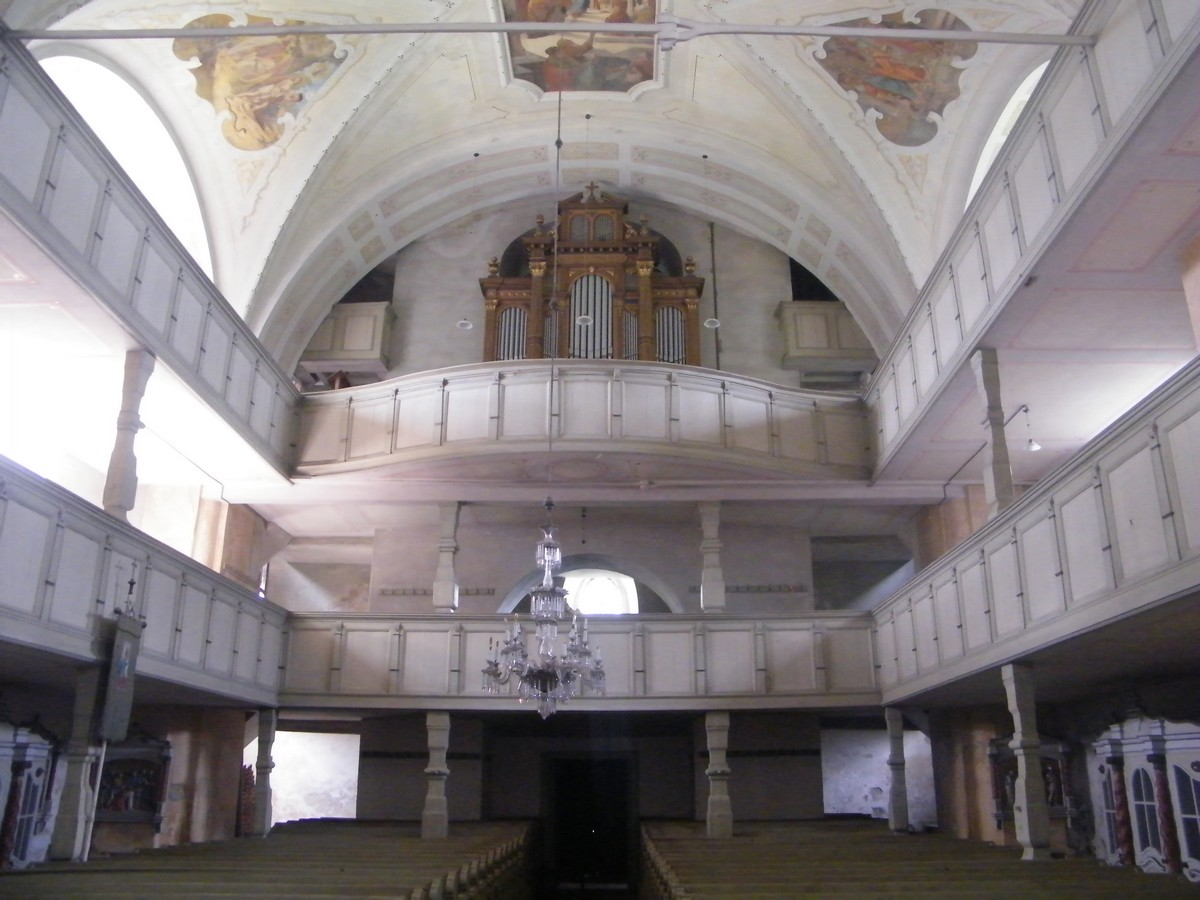
Zadní část kostela s emporou

Jednolodní orientovaný barokní kostel stojí na obdélníkovém půdorysu. Z výrazného rizalitu západního průčelí vystupuje hranolová věž vysoká 35 metrů, ve které hnízdí netopýr velký (Myotis myotis), jehož místní kolonie čítá kolem 900 jedinců. Odsazený presbytář je zakončen půlkruhově. Ze severu na něj navazuje sakristie, z jihu druhá sakristie s oratoří v patře. Loď je dlouhá 38 metrů, široká 17 metrů a vysoká 13 metrů. Zdi jsou převážně kamenné, klenba je však cihlová. Fasády člení omítkové lizény přecházející v mladší opěrné přizdívky. Segmentově zakončená okna zdobí suprafenestry. Původní střechu pokrýval šindel, který postupně nahradila břidlice – v roce 1880 byla pokryta jižní část střechy, roku 1883 následovala severní část. Sanktusová vížka zanikla v období po druhé světové válce.

### Interiér
Loď je sklenuta třemi poli valené klenby s lunetami, která skrze oddělené pásy dosedají na pilastry. Presbytář je opatřen konchou s lunetami, sakristie s oratoří jsou plochostropé. Protože stavba kostela byla pro lipovskou vrchnost nákladnou záležitostí a protože v téže době financovala stavbu kostela svatého Martina v Brtníkách, pořizovalo se vybavení lobendavského kostela postupně. Kromě hlavního oltáře stály v kostele čtyři další zasvěcené Jezulátku, Panně Marii, svatému Janu Křtiteli a Nejsvětější Trojici. K mobiliáři dále patřila kazatelna, křtitelnice, řada menších obrazů a lavice pro 800 osob.
Vzhledem k tomu, že po požáru v roce 1790 nezbylo z vybavení chrámu nic, pochází dochovaný mobiliář povětšinou z období konce 18. století až po začátek první světové války. Pro rokokový hlavní oltář jsou určené tři obrazy. Titulární obraz Navštívení Panny Marie z roku 1848 namaloval Johann Endler, syn mikulášovického rychtáře. Obraz Ukřižování Ježíše Krista pro postní dobu z roku 1883 pochází od akademického malíře Thomase, vánoční obraz z roku 1891 namaloval mnichovský malíř Franz Krombach (1853–1908). Během června pravidelně stává před oltářním obrazem dvoumetrová socha Nejsvětějšího srdce Ježíšova z roku 1917. Oltář zdobí andělé a dvě menší sochy světců. Po obou stranách oltáře stojí dřevěné postavy svatého Josefa a svatého Antonína z počátku 20. století od Johanna Heindla z Vídně. Dva rokokové boční oltáře pocházejí z konce 18. století. Oltář Jezulátka (Božího dítěte) zdobil původně obraz Jezulátka od jiřetínského malíře Johanna Birnbauma (1793–1872). Protože jej však zničila vlhkost a plíseň, nahradila jej v roce 1883 dřevěná soška pořízená v Mnichově. Oltář svaté Anny prošel také několika proměnami, oltářní obraz pochází z roku 1918.
K výrazným kusům mobiliáře patří Boží hrob, dřevěný krucifix v životní velikosti z roku 1798, dřevěná Pieta z roku 1800, rokoková kazatelna z roku 1812, křtitelnice z roku 1834 či dva skleněné lustry z roku 1910. Socha Panny Marie Fátimské, vytvořená v roce 2017 Tomášem Bodorem, byla požehnána 13. května téhož roku u příležitosti 100. výročí zjevení Panny Marie ve Fátimě. Zastavení křížové cesty z terakoty s polychromovaným povrchem vyrobená v Mayerově uměleckém ústavu v Mnichově pořídil děkan Josef Schierz (ve službě 1857–1900) v roce 1896. Figurky kostelního betlému vyřezal roku 1938 mikulášovický učitel Franz Schütz. Prostorná dvoupatrová empora s varhanami pojme až stovku hudebníků.
Klenbu zdobí fresky zobrazující výjevy ze života Panny Marie a ze Starého zákona. Umístěny jsou ve třech řadách, přičemž obrazy v prostřední řadě jsou největší. Autorem čtyř fresek je německý malíř Claudius Schraudolph starší (1813–1891), zbylých pět namaloval česko-rakouský malíř Josef Führich (1800–1876). Autorství jednotlivých maleb je v následujícím přehledu označeno iniciálami v závorkách.
Fresky v levé (jižní) řadě
- Vyhnání Adama a Evy z ráje (CS)
- Svatá rodina v Nazaretu (JF)
- Útěk do Egypta (JF)

Fresky v prostřední řadě
- Tříletá Panna Maria na stupních jeruzalémského chrámu (CS)
- Zasnoubení Panny Marie se svatým Josefem (CS)
- Zvěstování Panny Marie (CS)

Fresky v pravé (severní) řadě
- Odmítnutí oběti svatého Jáchyma v jeruzalémském chrámu (JF)
- Dvanáctiletý Ježíš mezi zákoníky a učiteli v jeruzalémském chrámu (JF)
- Narození Ježíše v Betlémě (JF)

### Varhany

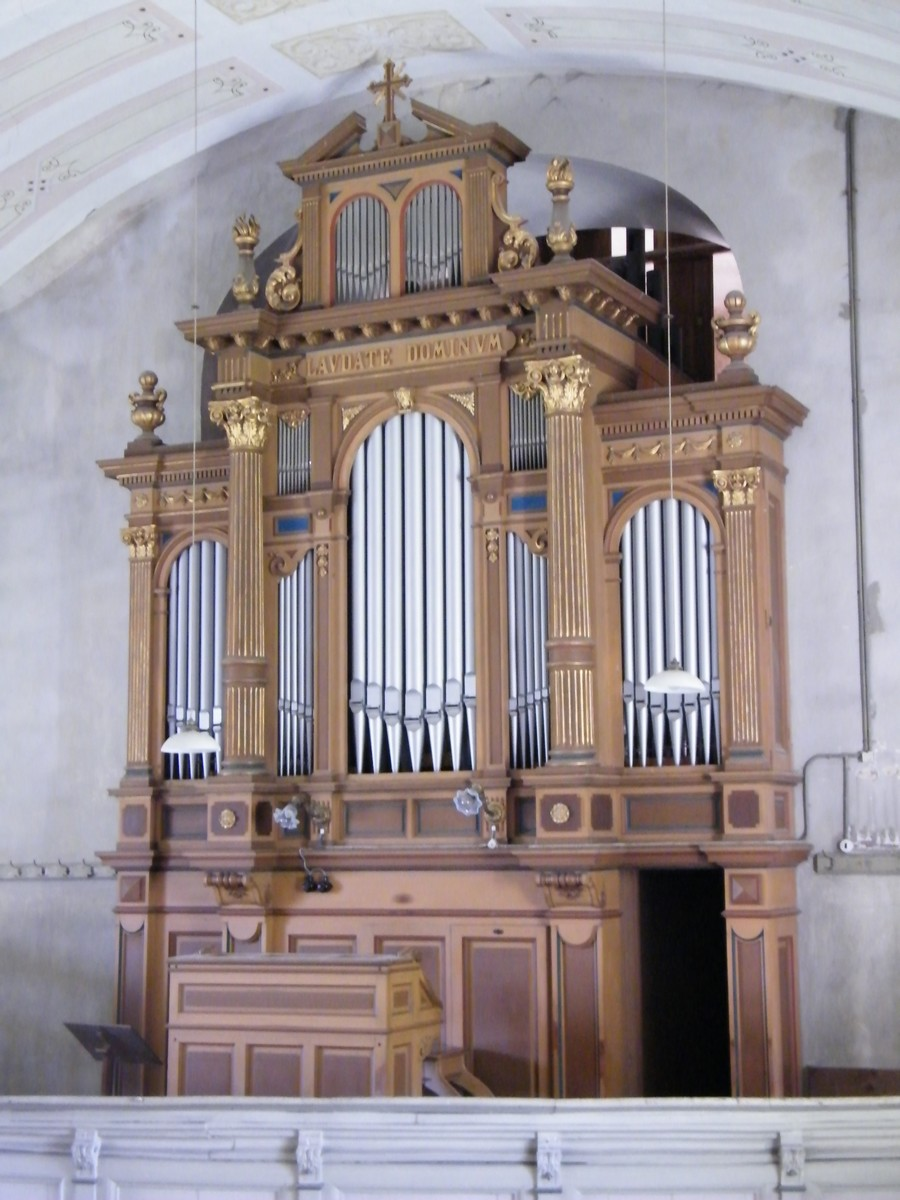
Varhany

Nově postavený kostel v roce 1712 ještě varhany neměl, ke hraní se proto používal malý pozitiv umístěný na kůru. Ten nahradily osmirejstříkové varhany neznámého původu, které byly již roku 1754 označovány jako špatné. Stejně jako ostatní inventář kostela shořely při požáru v roce 1790. Roku 1799 obdržel kostel starší nástroj ze svatopetrské katedrály v Budyšíně, který měl 21 rejstříků, dva manuály a stál 200 rýnských tolarů. Roku 1654 jej vyrobili šluknovští varhanáři bratři Jacob a Georg Weindtové. Postaven a naladěn byl v roce 1800. Roku 1841 měli libouchečtí bratři Fellerové vyrobit nástroj nový, nakonec však opravili stávající, který ale hodnotili jako jednoduchý a pro lobendavský kostel nevhodný. V roce 1859 jej opravili a přestavěli na osmnáctirejstříkový bratři Reissové ze saského Neugersdorfu za částku 800 rýnských tolarů. Varhany sloužily až do roku 1893, kdy děkan Josef Schierz zakoupil za částku 3 450 zlatých nové od firmy Rieger z Krnova. Tyto kombinované varhany s novorenesanční skříní a se zásobními měchy disponují 19 rejstříky a 919 píšťalami.
Dispozice varhan z roku 1893
| I. manuál |                  |     |
| 1.        | Burdon           | 16' |
| 2.        | Principál        | 8'  |
| 3.        | Flétna trubicová | 8'  |
| 4.        | Gamba            | 8'  |
| 5.        | Salicionál       | 8'  |
| 6.        | Oktáva           | 4'  |
| 7.        | Dolce            | 4'  |
| 8.        | Mixtura          | 3×  |

| II. manuál |                   |                 |
| 9.         | Flétna harmonická | 8'              |
| 10.        | Roh kamzičí       | 4' (původně 8') |
| 11.        | Aeolina           | 8'              |
| 12.        | Vox celestis      | 8'              |
| 13.        | Flétna sladká     | 4'              |
| 14.        | Flétna špičatá    | 2' (původně 4') |
| 15.        | Harmonia aetherea | 3×              |

| Pedál |          |     |
| 16.   | Subbas   | 16' |
| 17.   | Violon   | 16' |
| 18.   | Oktávbas | 8'  |
| 19.   | Cello    | 16' |

### Zvony

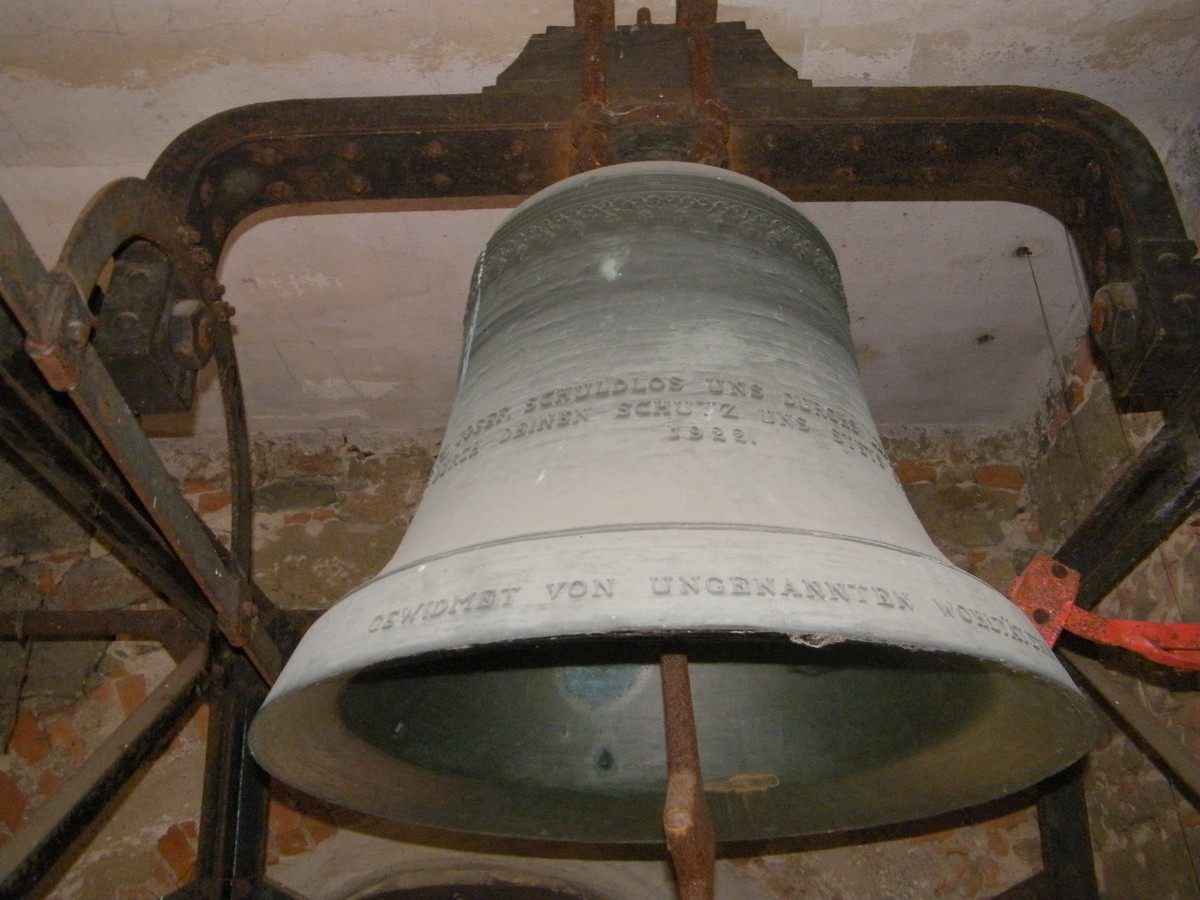
Zvon svatý Josef

První zmiňované zvony pocházely z roku 1684 a sloužily ještě v dřevěném kostele svatého Jiří. V kostele Navštívení Panny Marie vyzváněly až do roku 1790, kdy zanikly při požáru. Brzy poté pořídila farnost dva nové malé zvony o váze necelých 100 a 150 kilogramů, které visely na provizorním lešení na hřbitově. Novému faráři Clemenzi Scholzovi (ve službě 1807–1819) však přišly příliš malé, proto zorganizoval ve farnosti sbírku, z jejíhož výtěžku pořídil dva podstatně větší. Na místě je roku 1808 ulil zvonařský mistr Josef Kittel z Kopce. Větší zvon vážil 1 232 kilogramů, ladil do tónu G a nesl nápis: „Vzdor těžkým časům, které lidstvo postihly, usilovali všichni farníci, ať chudí či bohatí, každý podle svých sil, aby mě k poctě Boží odlili.“ Menší vážil 728 kilogramů, ladil do tónu E a nesl nápis: „K poctě Boží vděčím také já svému bytí dobře smýšlejícím lidem, kteří se v těžkých dobách nenechali odradit a dosáhli mého vzniku“. Do nově postavené zvonice byly zvony zavěšeny na Velikonoční pondělí roku 1809. Velký zvon však již v březnu 1829 praskl při vyzvánění během obřadu za zemřelého papeže Lva XII. (1760–1829), o rok později proto odlil chomutovský zvonař Josef Pietschmann namísto něj dva nové. Přelitý velký zvon vážil 1 200 kilogramů a nesl původní nápis. Nový třetí zvon vážil 350 kilogramů a zdobil jej nápis: „Když se v hlasitém smutečním nářku za smrt Lva XII. největší ze sester těžce zranila, v těžkých časech pospíchali zbožní, aby ji uzdravili a z lásky zplodili i mě.“ Brzy poté obdržel kostel darem malý mešní zvonek, který byl roku 1836 usazen do nově vystavěné sanktusové vížky.
Všechny zvony z hlavní věže podlehly rekvizicím v průběhu první světové války. Tři nové pořídil farář Augustin Jakob (ve službě 1908–1936) v roce 1922 u chomutovské zvonařské rodiny Heroldů, požehnal je lipovský děkan Heinrich Fleck (ve službě 1898–1926). Dva z nich však musela farnost po dvaceti letech odevzdat pro válečné účely během druhé světové války, ve věži tak zůstal pouze jediný, odbíjející celou hodinu. Tento zvon pojmenovaný svatý Josef nese z jedné strany podobiznu světce s malým Ježíšem v náručí a signaturu, z druhé strany nápis, dataci a věnování. Text nápisu tvoří odpustková modlitba určená svatému Josefu, jejímž autorem je papež Lev XIII. (1810–1903). V originále zní „Mach, Josef, Schuldlos uns durchs Leben gern und lass durch deinen Schutz uns stets gesichert stehen“, česká verze pak „Vypros nám, svatý Josefe, ať žijeme život čistý a jsme si jím vždy jisti“. Věnování sděluje „Gewidmet von ungenannten Wohltätern“, tedy „Věnováno neznámými dobrodinci“. Pravděpodobně v roce 1960 byl do věže zavěšen zvon ze zbourané kaple Anděla Strážce v Severní, sloužící k odbíjení čtvrthodinových intervalů. Malý zvon ze sanktusové vížky přežil rekvizice obou válek a od zániku vížky je uložen v kostele.

## Fara

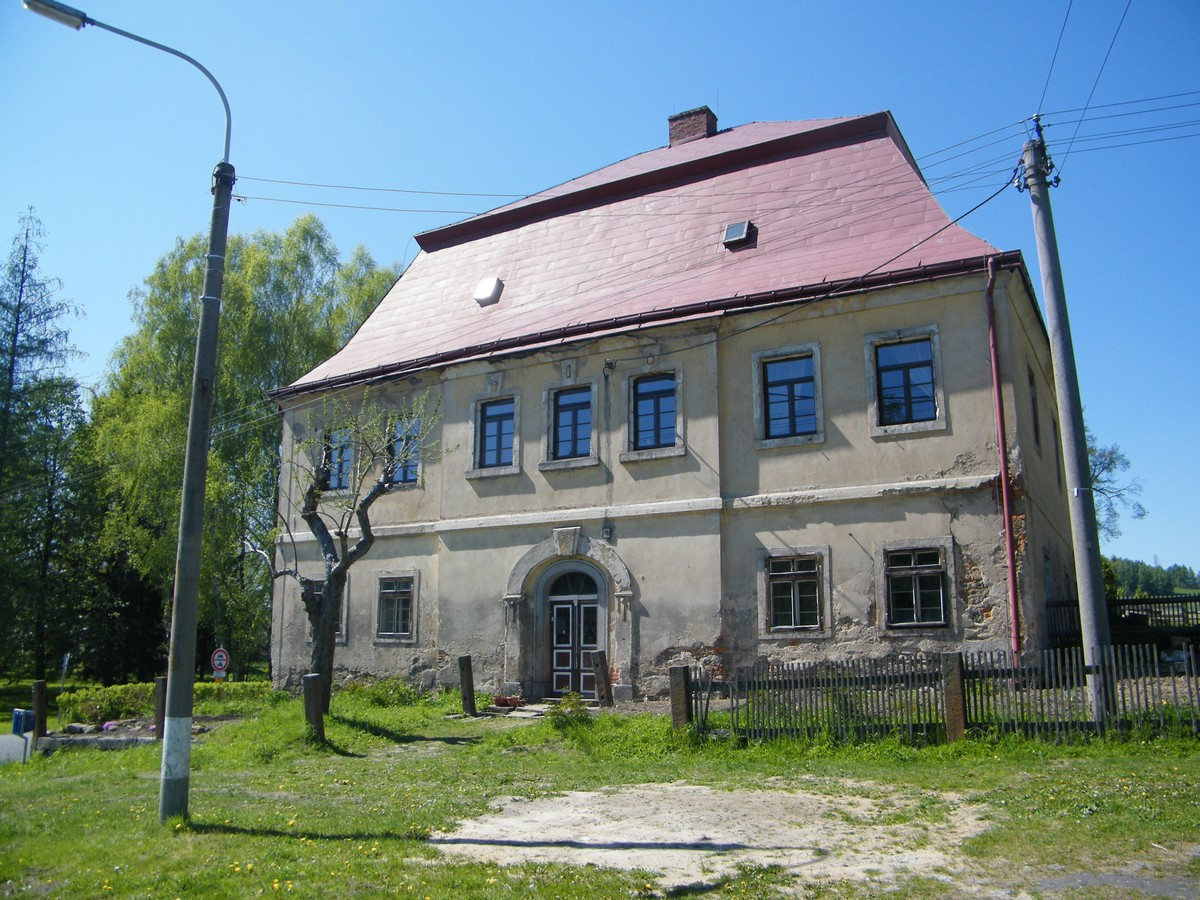
Fara

Stará zchátralá fara spadla roku 1679. Novou dala postavit hraběnka Marie Margaretha Slavatová (1643–1698) v roce 1693. Již roku 1767 ji však nechal hrabě Leopold Antonín ze Salm-Reifferscheidtu (1699–1769) zbořit a na jejím místě postavil pražský architekt Antonín Schmidt (1723–1783) zcela novou, pozdně barokní budovu. Požár z roku 1790 faru těžce poškodil, roku 1796 však prošla rekonstrukcí. Jako sídlo duchovních sloužila nepřetržitě až do počátku 80. let 20. století. Budovu na obdélníkovém půdorysu zastřešuje vysoká mansardová střecha, průčelí člení trojosý rizalit, okna jsou obdélníková, doplněná klenákem, hlavní vchod s kamenným ostěním ukončuje půlkruhová archivolta.

## Okolí kostela
Kostel obklopuje bývalý hřbitov zrušený po založení nového obecního hřbitova roku 1874. V severozápadním rohu areálu stojí torzo původní barokní márnice, jejíž střecha se propadla na počátku 21. století. Dochovalo se několik klasicistních náhrobků z doby kolem roku 1800 a z první poloviny 19. století, jeden rokokový náhrobek s rokajovou výzdobou z druhé poloviny 18. století a také památník obětem první světové války. Vlevo od hlavního vchodu jižní stěny kostela se nachází pískovcový náhrobek představující rakev a kříž vytvořený drážďanským dvorním sochařem Franzem Pettrichem (1770–1844). U hlavní silnice naproti kostelu stojí pískovcová socha svatého Jana Nepomuckého z roku 1746. Nedaleko od kostela u silnice do Severní se rozkládá obecní hřbitov s novorománskou hřbitovní kaplí z roku 1874. Jihozápadním směrem od kostela se zvedá Anenský vrch (420 m n. m.), na jehož vrcholu stojí barokní poutní kaple svaté Anny z let 1775–1777, doplněná mladší křížovou cestou a Getsemanskou zahradou.

## Farnost
Lobendavský kostel původně náležel k farnosti v saském městě Sebnitz. Rok osamostatnění není známý, avšak po rekatolizaci je roku 1674 zmiňována již jako existující. V roce 1852 se z lobendavské farnosti vyčlenila samostatná farnost Dolní Poustevna. Farnost měla téměř nepřetržitě vlastní faráře či administrátory, od počátku 80. let 20. století ji však spravuje administrátor excurrendo z Dolní Poustevny. Kromě samotné Lobendavy náleží k farnosti vesnice Severní a čtyři z pěti částí města Dolní Poustevna: Horní Poustevna, Marketa, Karlín a Nová Víska. Kostel Navštívení Panny Marie je jediným kostelem farnosti, k bohoslužbám jsou však příležitostně využívané také lobendavské kaple svaté Anny, svatého Jáchyma a kaple Panny Marie de Mercede na Marketě.

## Galerie

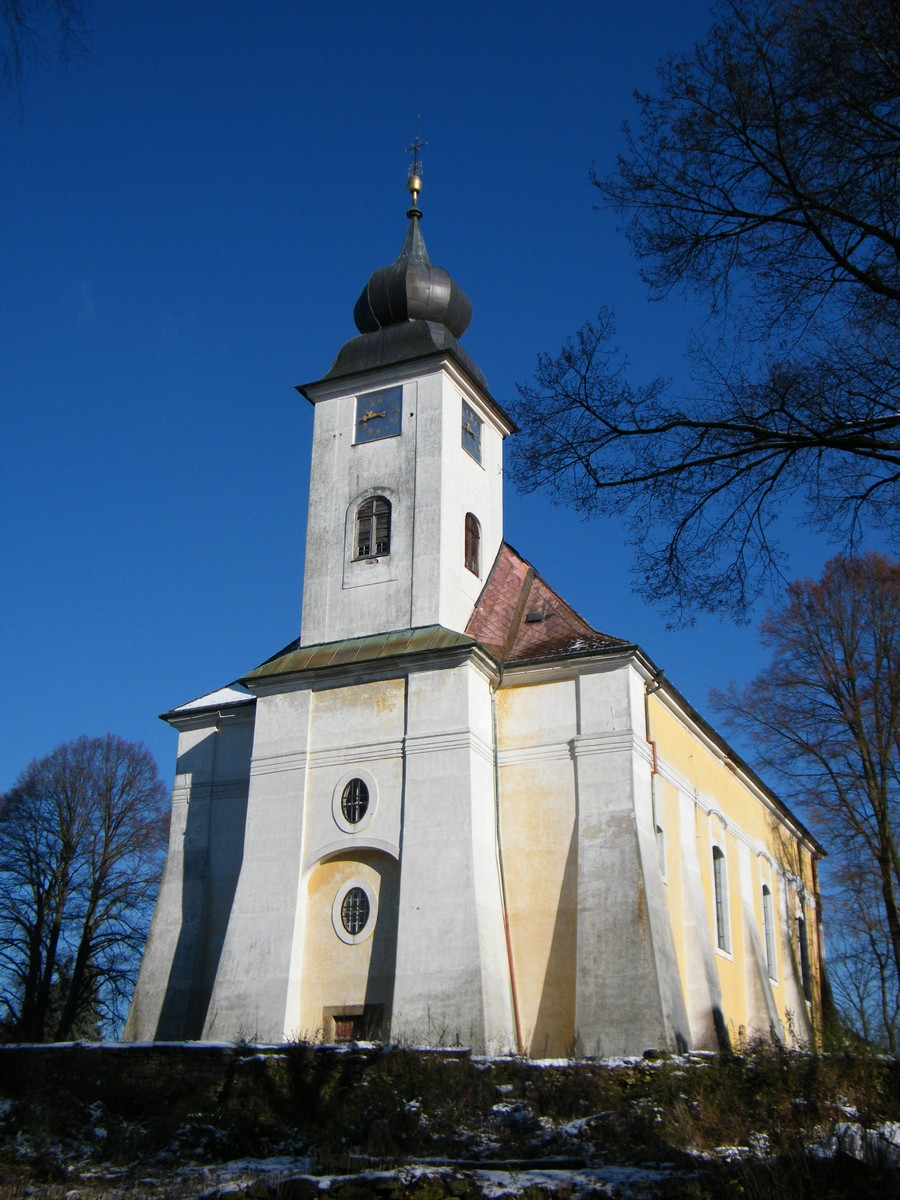
Západní průčelí s věží (2016)
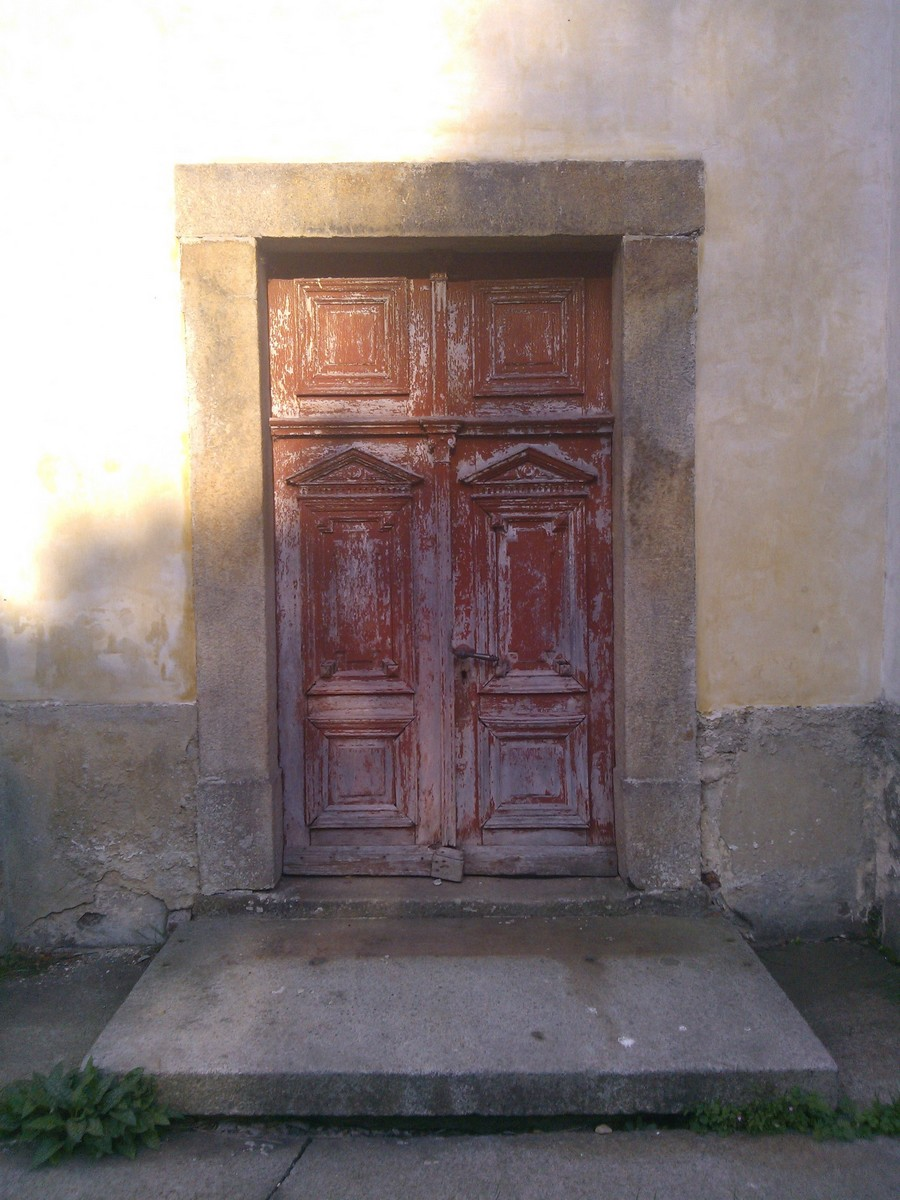
Vchod v západním průčelí (2015)
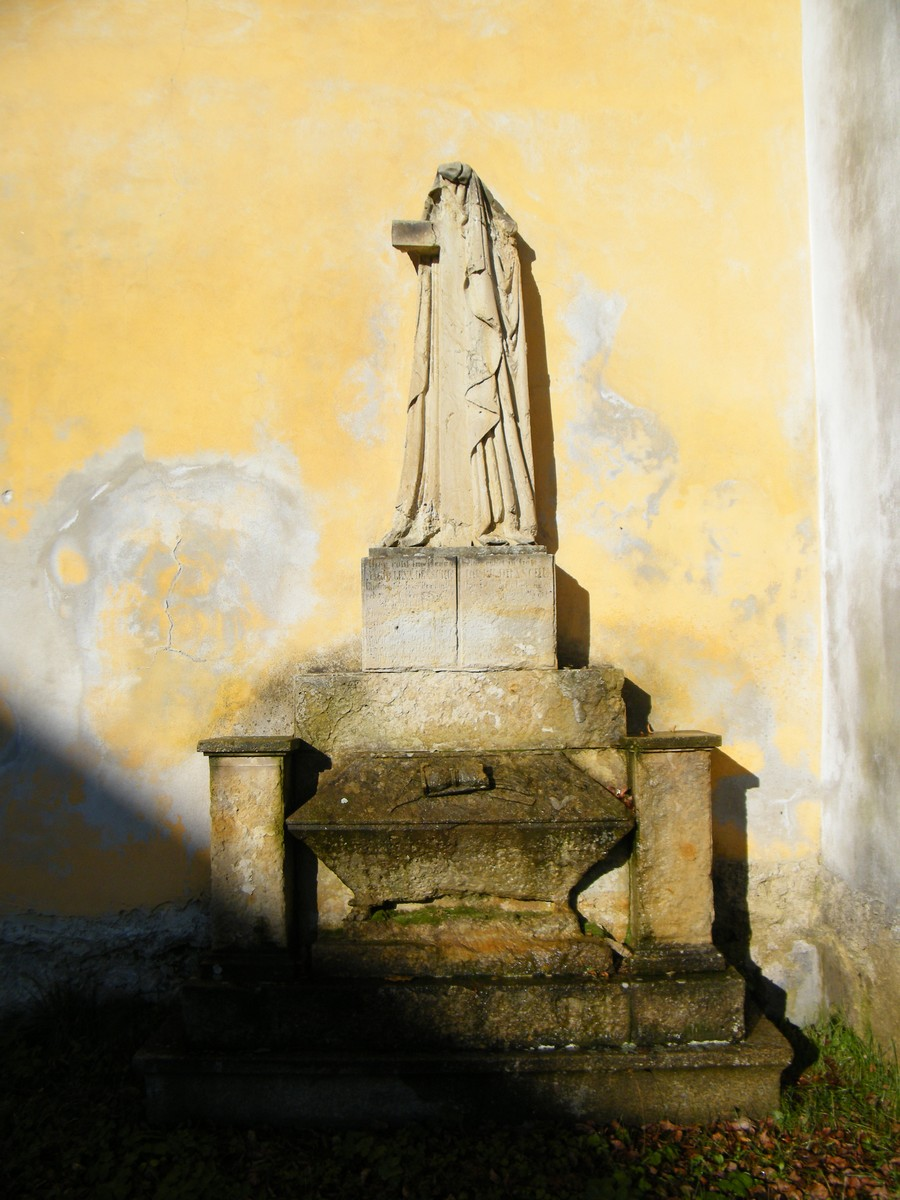
Náhrobek od Franze Pettricha (2016)
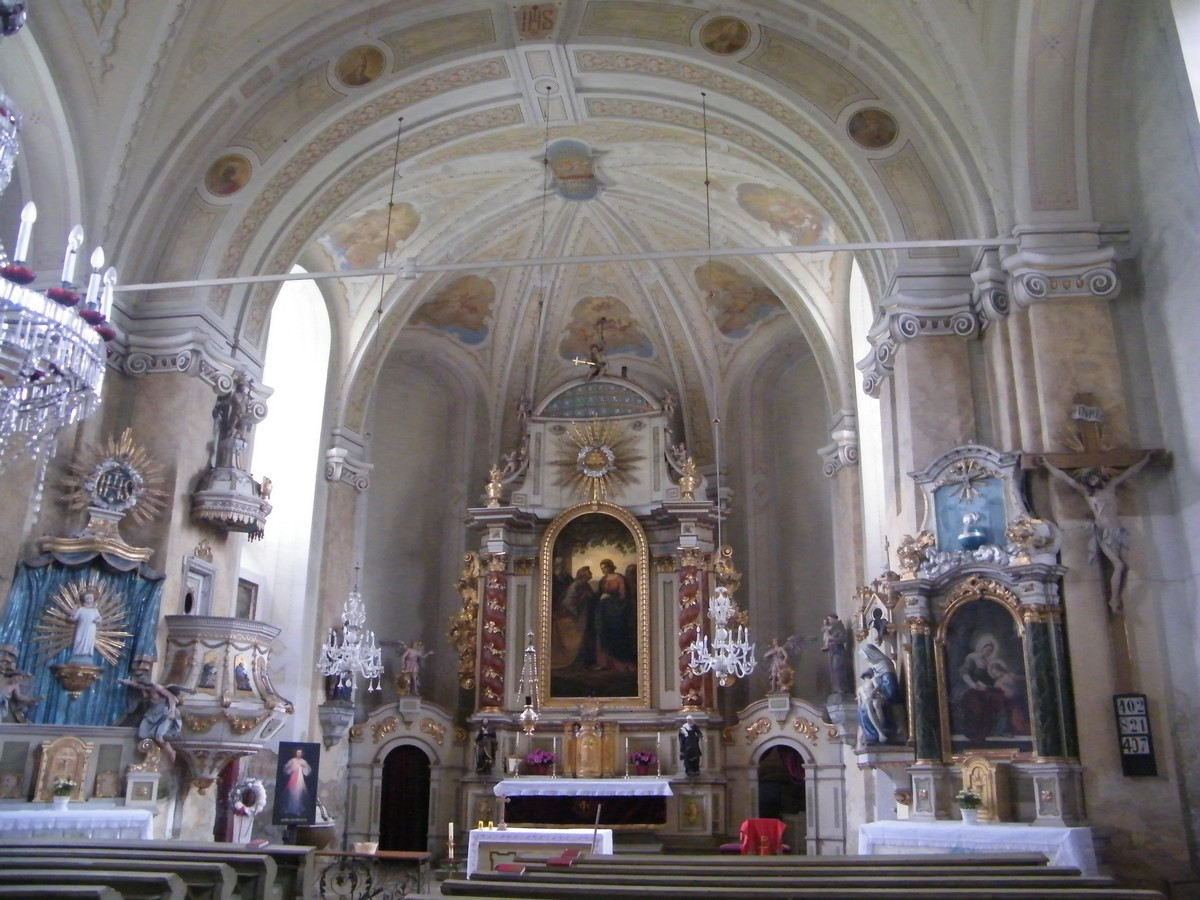
Presbytář (2016)
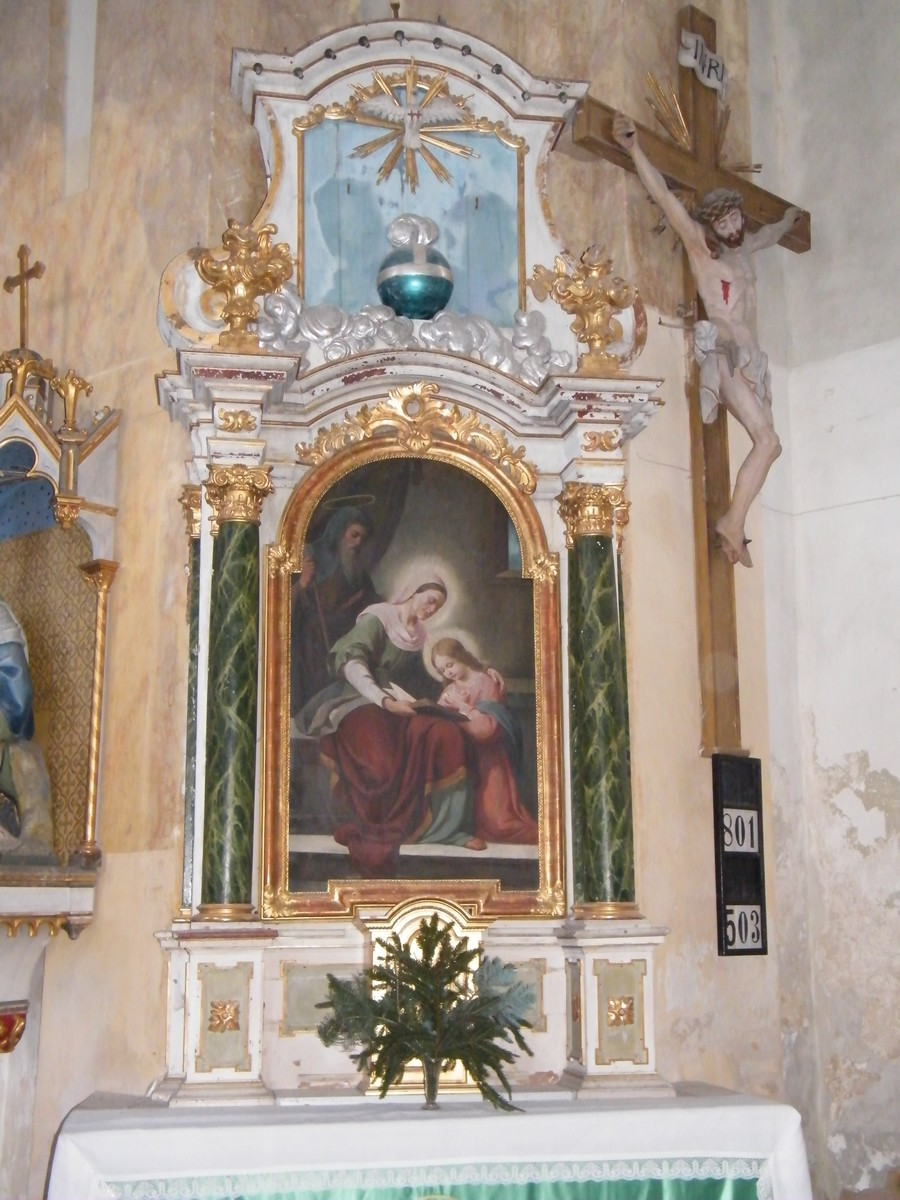
Oltář svaté Anny (2017)
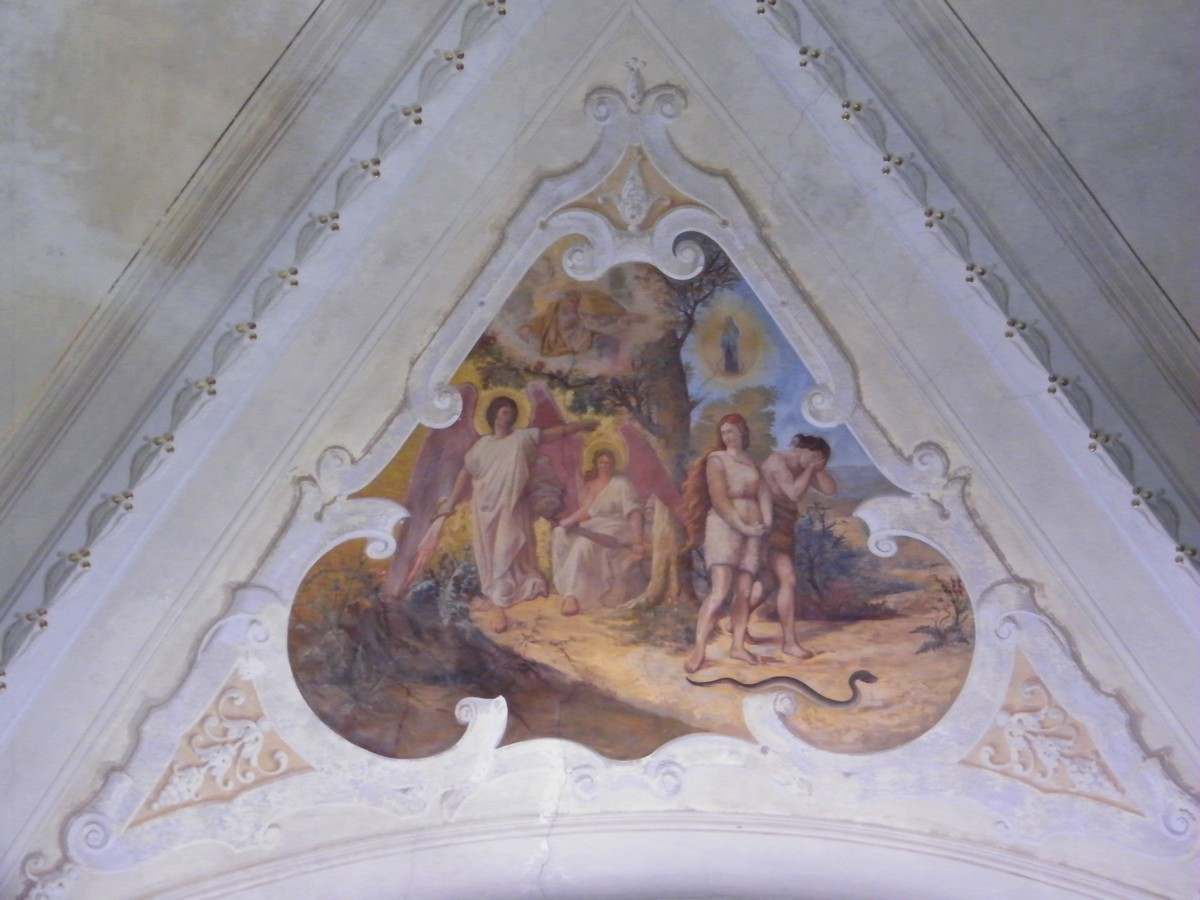
Freska Vyhnání z ráje (2016)
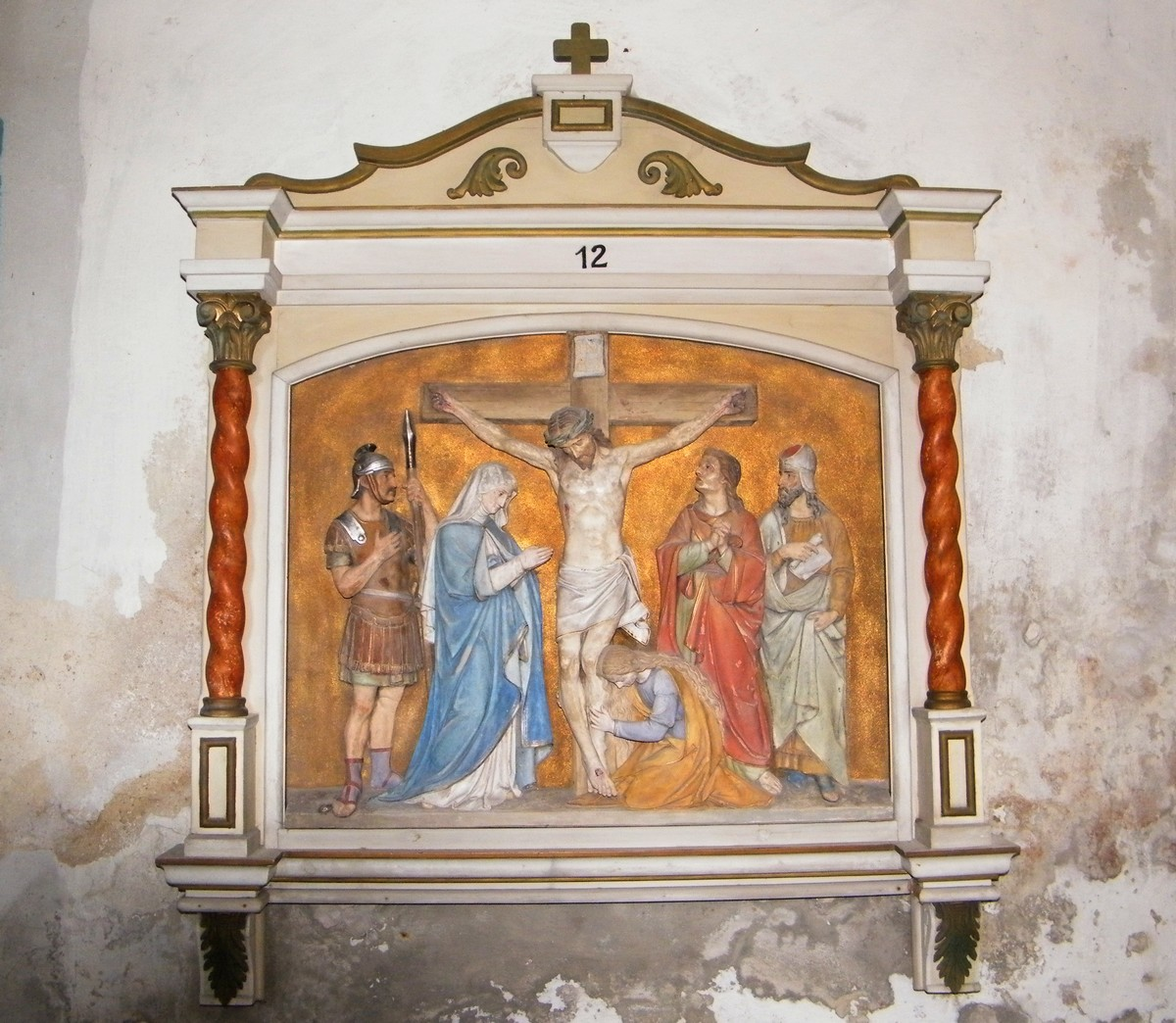
Zastavení křížové cesty (2017)
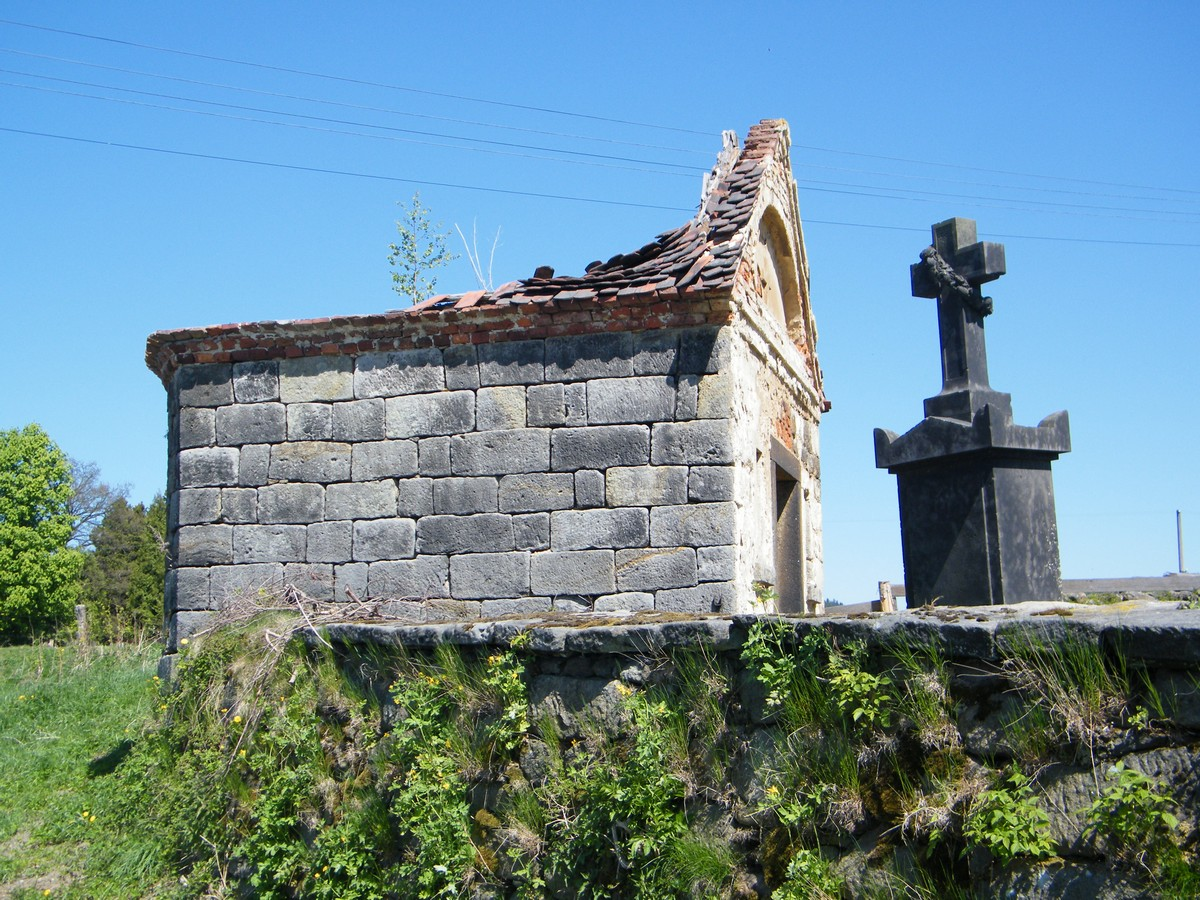
Torzo márnice (2011)
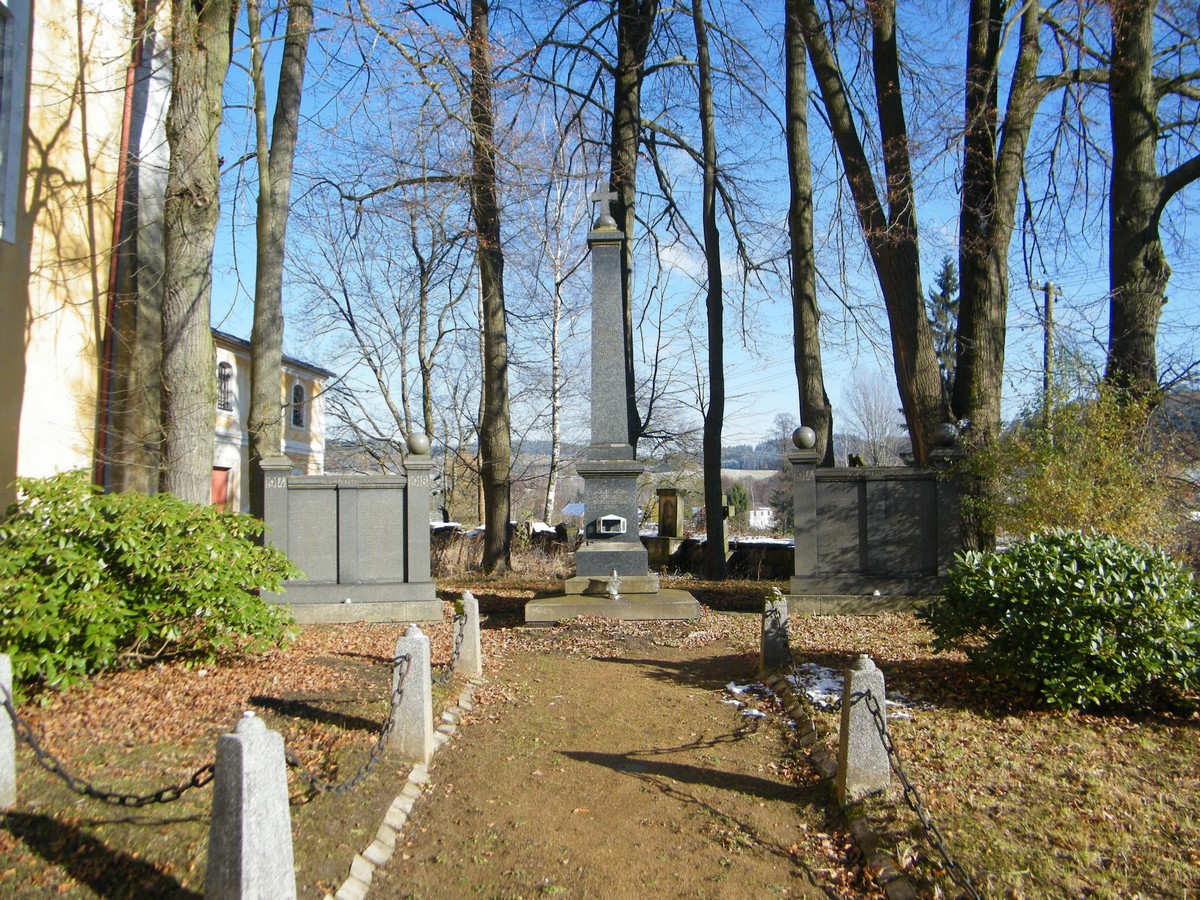
Památník první světové války (2016)
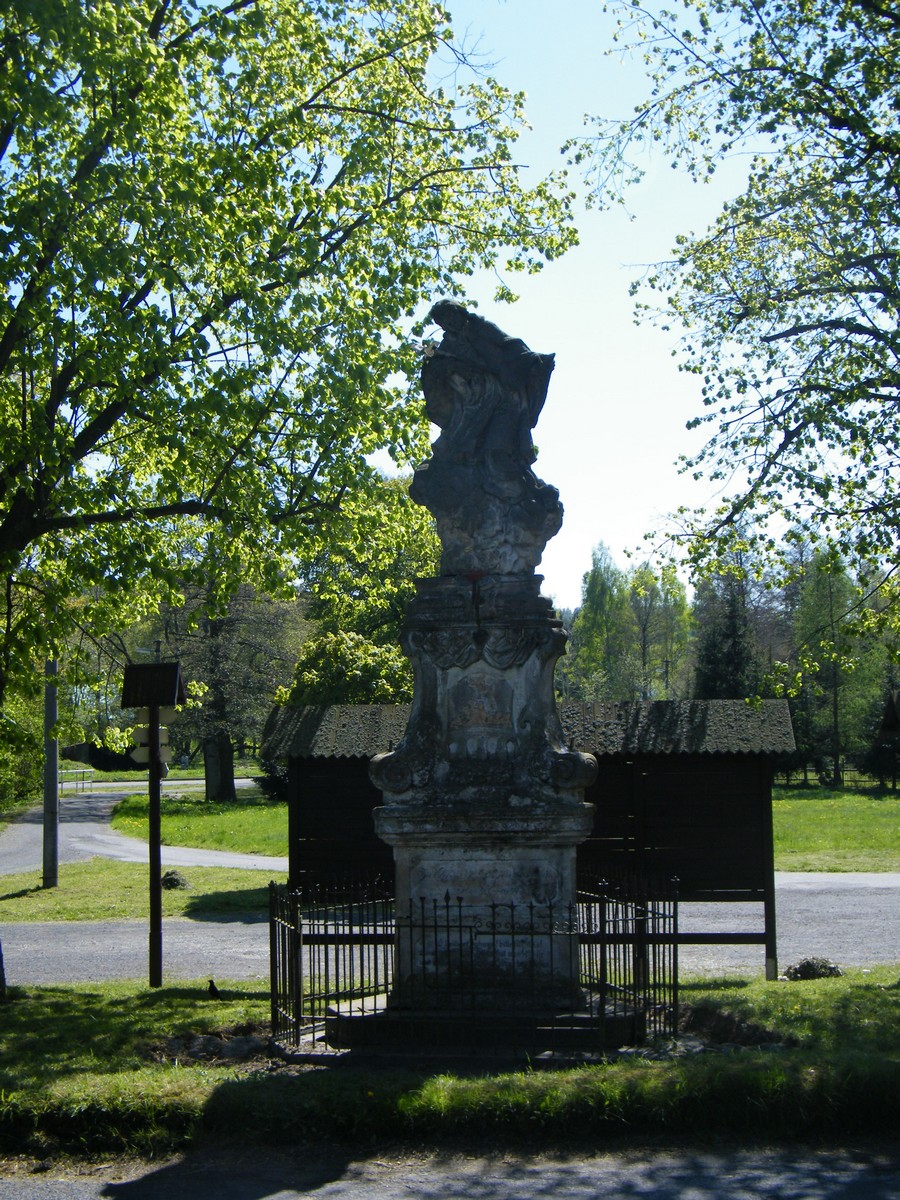
Socha svatého Jana Nepomuckého (2011)